# Lan Yuhao
Lan Yuhao (chinesisch 蓝裕豪, Pinyin Lán Yùháo; * 26. August 2008) ist ein chinesischer Snookerspieler. 2025 qualifizierte er sich für die Profitour.

## Karriere
Lan Yuhao machte schon in jungen Jahren auf sich aufmerksam. Trainiert wird er von Li Jianbing, der unter anderem auch Frauenweltmeisterin Bai Yulu betreut. 2019 gewann er die chinesische Juniorenmeisterschaft in Guangzhou. Seinen ersten internationalen Auftritt hatte er vier Jahre später in Saudi-Arabien bei der U17-Weltmeisterschaft, wo er bis ins Viertelfinale vorstieß. Anschließend trat er auch in der Altersklasse U21 an. Dort kam er noch eine Runde weiter und unterlag erst im Halbfinale dem späteren Sieger Liam Davies. Im Jahr darauf bekam er eine von vier Wildcards für Nachwuchstalente für die World Open und spielte damit erstmals bei einem Profiturnier.
Zwei Monate später trat er in der Q School bei den beiden asiatischen Turnieren an, um selbst Profistatus zu erlangen. Im ersten Turnier verlor er erst in der vorletzten Runde gegen Ex-Profi Sunny Akani, im zweiten Turnier erreichte er das Entscheidungsspiel, das er mit 2:4 gegen Haris Tahir aus Pakistan verlor. Damit blieb ihm 2024/25 nur ein weiteres Jahr auf der einheimischen CBSA China Tour. Bereits im ersten Ranglistenturnier schlug er mit Peng Yisong und Luo Honghao einen aktuellen und einen Ex-Profi und verlor erst im Endspiel gegen den neun Jahre älteren Yao Pengcheng. Im zweiten Turnier in Haining erreichte er immerhin das Achtelfinale. Das war ausreichend, um als 16-Jähriger über die CBSA-Tourwertung einen der beiden Plätze auf der World Snooker Tour zu bekommen und damit bei den Profiturnieren der folgenden beiden Spielzeiten startberechtigt zu sein.